# British and Irish Cup 2010-11
La British and Irish Cup 2010-11 fue la segunda edición del torneo de rugby para equipos de Escocia, Gales, Inglaterra e Irlanda.

## Sistema de disputa
Cada equipo disputó cinco partidos frente a sus rivales de grupo, luego de la fase de grupos los mejores ocho equipos clasificaron a los cuartos de final.

## Desarrollo
|  | Cuartos de final. |

### Grupo 1
| Pos. | Equipo             | Encuentros | Encuentros | Encuentros | Encuentros | Tantos | Tantos | Tantos | PB | PB | Puntos |
| Pos. | Equipo             | PJ         | PG         | PE         | PP         | F      | C      | Dif    | BO | BD | Puntos |
| ---- | ------------------ | ---------- | ---------- | ---------- | ---------- | ------ | ------ | ------ | -- | -- | ------ |
| 1.º  | Worcester Warriors | 5          | 4          | 0          | 1          | 175    | 87     | 88     | 3  | 0  | 19     |
| 2.º  | Leinster A         | 5          | 4          | 0          | 1          | 138    | 117    | 21     | 3  | 0  | 19     |
| 3.º  | Cornish Pirates    | 5          | 3          | 0          | 2          | 175    | 108    | 67     | 4  | 1  | 17     |
| 4.º  | Newport RFC        | 5          | 3          | 0          | 2          | 121    | 159    | -38    | 3  | 1  | 16     |
| 5.º  | Plymouth Albion    | 5          | 1          | 0          | 4          | 76     | 144    | -68    | 1  | 0  | 5      |
| 6.º  | Currie RFC         | 5          | 0          | 0          | 5          | 104    | 174    | -70    | 0  | 2  | 2      |

### Grupo 2
| Pos. | Equipo         | Encuentros | Encuentros | Encuentros | Encuentros | Tantos | Tantos | Tantos | PB | PB | Puntos |
| Pos. | Equipo         | PJ         | PG         | PE         | PP         | F      | C      | Dif    | BO | BD | Puntos |
| ---- | -------------- | ---------- | ---------- | ---------- | ---------- | ------ | ------ | ------ | -- | -- | ------ |
| 1.º  | Bristol Bears  | 5          | 4          | 0          | 1          | 161    | 95     | 66     | 3  | 0  | 19     |
| 2.º  | Llanelli RFC   | 5          | 4          | 0          | 1          | 123    | 66     | 57     | 2  | 0  | 18     |
| 3.º  | Munster A      | 5          | 3          | 0          | 2          | 149    | 79     | 70     | 2  | 1  | 15     |
| 4.º  | Nottingham RFC | 5          | 2          | 0          | 3          | 128    | 103    | 25     | 3  | 2  | 13     |
| 5.º  | Melrose RFC    | 5          | 2          | 0          | 3          | 104    | 147    | -43    | 1  | 1  | 10     |
| 6.º  | Esher RFC      | 5          | 0          | 0          | 5          | 46     | 221    | -175   | 0  | 1  | 1      |

### Grupo 3
| Pos. | Equipo           | Encuentros | Encuentros | Encuentros | Encuentros | Tantos | Tantos | Tantos | PB | PB | Puntos |
| Pos. | Equipo           | PJ         | PG         | PE         | PP         | F      | C      | Dif    | BO | BD | Puntos |
| ---- | ---------------- | ---------- | ---------- | ---------- | ---------- | ------ | ------ | ------ | -- | -- | ------ |
| 1.º  | Bedford Blues    | 5          | 5          | 0          | 0          | 164    | 66     | 98     | 3  | 0  | 23     |
| 2.º  | Moseley RFC      | 5          | 4          | 0          | 1          | 117    | 113    | 4      | 2  | 0  | 18     |
| 3.º  | Neath RFC        | 5          | 3          | 0          | 2          | 78     | 76     | 2      | 0  | 2  | 14     |
| 4.º  | London Welsh RFC | 5          | 2          | 0          | 3          | 93     | 99     | -6     | 1  | 2  | 11     |
| 5.º  | Ulster Ravens    | 5          | 1          | 0          | 4          | 109    | 128    | -19    | 1  | 2  | 7      |
| 6.º  | Swansea RFC      | 5          | 0          | 0          | 5          | 61     | 140    | -79    | 0  | 2  | 2      |

### Grupo 4
| Pos. | Equipo                    | Encuentros | Encuentros | Encuentros | Encuentros | Tantos | Tantos | Tantos | PB | PB | Puntos |
| Pos. | Equipo                    | PJ         | PG         | PE         | PP         | F      | C      | Dif    | BO | BD | Puntos |
| ---- | ------------------------- | ---------- | ---------- | ---------- | ---------- | ------ | ------ | ------ | -- | -- | ------ |
| 1.º  | Pontypridd RFC            | 5          | 5          | 0          | 0          | 140    | 80     | 60     | 3  | 0  | 23     |
| 2.º  | Ayr RFC                   | 5          | 3          | 1          | 1          | 93     | 101    | -8     | 0  | 0  | 14     |
| 3.º  | Doncaster Knights         | 5          | 2          | 0          | 3          | 142    | 128    | 14     | 1  | 2  | 11     |
| 4.º  | Birmingham & Solihull RFC | 5          | 2          | 0          | 3          | 95     | 90     | 5      | 1  | 2  | 11     |
| 5.º  | Llandovery RFC            | 5          | 2          | 0          | 3          | 92     | 106    | -14    | 0  | 1  | 9      |
| 6.º  | Rotherham RUFC            | 5          | 0          | 1          | 4          | 83     | 140    | -57    | 1  | 0  | 3      |

### Cuartos de final
| 5 de marzo de 2011 | Pontypridd RFC | 12 - 10 | Llanelli RFC |  |  |

| 5 de marzo de 2011 | Bristol Bears | 29 - 19 | Ayr RFC |  |  |

| 5 de marzo de 2011 | Bedford Blues | 50 - 10 | Ulster Ravens |  |  |

| 5 de abril de 2011 | Worcester Warriors | 57 - 15 | Moseley RFC |  |  |

### Semifinales
| 23 de abril de 2011 | Pontypridd RFC | 25 - 36 | Bristol Bears |  |  |

| 23 de abril de 2011 | Bedford Blues | 43 - 27 | Worcester Warriors |  |  |

### Final
| 7 de mayo de 2011 | Bristol Bears | 17 - 14 | Bedford Blues |  |  |

| Bandera de Inglaterra |
| Campeón Bristol Bears |
| Primer título         |